# Carla Bruni
Carla Bruni-Sarkozy (născută Gilberta Bruni Tedeschi la 23 decembrie 1967 în Torino) este o cantautoare și o fostă fotomodel italiano-franceză.
Carla a devenit cunoscută ca fotomodelul anilor 1990 cu cel mai ridicat gaj. După cariera de fotomodel a devenit muziciană, iar în anul 2002 a publicat, în limba franceză, albumul muzical Quelqu'un m'a dit, care a avut un succes deosebit, mai ales în Franța și Elveția. Glasul ei are un ton caracteristic domol și răgușit. În anul 2008 a primit cetățenia franceză.
La data de 2 februarie 2008 s-a căsătorit cu fostul președinte al Franței, Nicolas Sarkozy.

## Discografie
Albume
- 2003: Quelqu'un m'a dit
- 2007: No Promises
- 2008: Comme si de rien n'était
- 2013: Little French Songs
- 2014: À l'Olympia Bruno Coquatrix

## Filmografie
| An   | Film                                    | Rol              | Note                            |
| ---- | --------------------------------------- | ---------------- | ------------------------------- |
| 1994 | Prêt-à-Porter                           | Ea însăși        | necreditată                     |
| 1998 | Paparazzi                               | Ea însăși        |                                 |
| 2009 | Somebody Told Me About. . . Carla Bruni | Ea însăși        | film documentar de 80 de minute |
| 2011 | Midnight in Paris                       | ghidul din muzeu | Regizat de Woody Allen          |

## Onoruri
- France: Cavaler al Ordre des Arts et des Lettres, 2003[12]
- Spain: Mare Cruce a Order of Charles III, 2009[13]
- Benin: Mare Cruce a Ordinului Meritului Național, 2010[14]